# Ministarstvo zaštite okoliša, prostornog uređenja i graditeljstva Republike Hrvatske
Ministarstvo zaštite okoliša, prostornog uređenja i graditeljstva je bivše središnje tijelo državne uprave u Republici Hrvatskoj koje je obavljalo upravne i druge poslove koji su se odnosili na: 
- opću politiku zaštite okoliša u ostvarivanju uvjeta za održivi razvitak;
- zaštitu zraka, tla, voda, mora, biljnog i životinjskog svijeta u ukupnosti uzajamnog djelovanja, izrada prijedloga strategije za unapređenje stanja u oblasti zaštite okoliša;
- predlaganje, promicanje i praćenje mjera za unapređivanje zaštite okoliša, osiguravanje provedbe katastra onečišćavanja (monitoring);
- vođenje informacijskog sustava zaštite okoliša, utvrđivanje mjera, uvjeta i suglasnosti zaštite okoliša;
- skrb, usklađivanje i vođenje nadzora nad financiranjem programa zaštite okoliša;
- postupanje s otpadom; pripremu prijedloga standarda zaštite okoliša;
- ocjenjivanje uvjeta za rad pravnih i fizičkih osoba iz područja zaštite okoliša; ostvarivanje međunarodne suradnje u zaštiti okoliša;
- inspekcijske poslove zaštite okoliša;
- poticanje odgoja i obrazovanja te istraživanja u svezi sa zaštitom okoliša;
- prostorno uređenje Republike Hrvatske i usklađivanje regionalnoga prostornog razvitka, planiranje, korištenje i zaštitu prostora, ostvarivanje međunarodne suradnje u prostornom uređenju, inspekcijske poslove prostornog uređenja;
- informacijski sustav o prostoru, praćenje stanja u prostoru i provedbu dokumenata prostornog uređenja Republike Hrvatske, lokacijske dozvole, surađuje u izradi dokumenata prostornog uređenja županija, gradova i općina radi osiguravanja uvjeta za gospodarenje, zaštitu i upravljanje prostorom i usklađivanja djelovanja tijela državne uprave koja sudjeluju u izradi, donošenju i provedbi dokumenata prostornog uređenja, osiguravanje uvjeta za razvitak i unapređenje poslovanja pravnih i fizičkih osoba iz područja prostornog uređenja, uređenje naselja, te uređuje i korištenje građevinskog zemljišta;
- utvrđivanje uvjeta za projektiranje i gradnju građevina;
- poslovanje pravnih i fizičkih osoba iz područja graditeljstva, Hrvatske komore arhitekata i inženjera u graditeljstvu te drugih inženjera koji sudjeluju u gradnji, praćenje i analiziranje kvalitete građevinskih i projektantskih usluga u graditeljstvu;
- građevne i uporabne dozvole, korištenje, održavanje i uklanjanje građevine, inspekcijske poslove gradnje te provodi upravni postupak iz područja stanovanja i komunalnog gospodarstva;
- djelovanje instrumenata i mjera gospodarske politike u graditeljstvu, stanovanje, politiku stanovanja, gradnju stanova i naselja;
- socijalnih i službenih stanova;
- provedbu posebnih programa Vlade Republike Hrvatske u stanogradnji, komunalno gospodarstvo;
- politiku, praćenje i unapređenje stanja u komunalnom gospodarstvu, ostvarivanje međunarodne suradnje u graditeljstvu i stanovanju.

Trenutni naziv tijela državne uprave iz nadležnosti zaštite okoliša je Ministarstvo zaštite okoliša i energetike.

## Ministri
Dužnost ministra zaštite okoliša, prostornog uređenja i graditeljstva obnašao je Branko Bačić.

## Poveznice
- Državna uprava u Hrvatskoj
- Ministarstvo zaštite okoliša i energetike
- Ministarstvo graditeljstva i prostornoga uređenja

## Vanjske poveznice
- Ministarstvo zaštite okoliša, prostornog uređenja i graditeljstva